# Boris II
Pour les articles homonymes, voir Boris.
Boris II (en bulgare : Борис II (Boris II)), né vers 931 et mort en 977, est un tsar de Bulgarie du 29 ou 30 janvier 969 à 977.

## Biographie

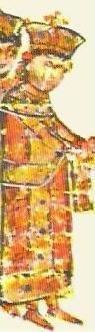
Détail d'une fresque de Boris II de Bulgarie.

Boris II est le plus âgé des fils survivants du tsar Pierre Ier de Bulgarie et de sa femme Maria Lécapène, une petite-fille de l'empereur Romain Ier de Constantinople.
Aucune information n'est disponible concernant la vie de Boris II jusqu'en 968. À cette date, il se rend à Constantinople pour négocier un traité de paix avec l'empereur Nicéphore II Phocas et, semble-t-il, pour jouer le rôle d'otage. Ce traité, cherchant à régler le conflit bulgaro-byzantin, permettait ainsi indirectement aux belligérants de joindre leurs forces contre le prince Sviatoslav Ier de Kiev.
Malgré cette alliance, en 969, les armées bulgares sont défaites par des troupes russes. Pierre Ier est alors contraint d'abdiquer au profit de Boris II.
Ce dernier se révèle incapable de stopper l'invasion des Russes et se trouve dans l'obligation d'accepter la domination de Sviatoslav, rompant ainsi son alliance avec Constantinople. La campagne se poursuit alors en Thrace sur le territoire byzantin, mais est stoppée par le nouvel Empereur Jean Ier Tzimiskès lors de la bataille d'Arcadiopolis. Incapable de défendre les cols des Balkans Sviatoslav doit laisser les Byzantins faire le siège de la capitale bulgare Preslav.
L’armée byzantine incendie les structures en bois et les toits de la ville avec des projectiles enflammés et s’empare de la forteresse. Boris II est alors capturé et l’Empereur Jean Ier continue sa poursuite des Russes qu'il bat lors de la bataille de Drăstăr (aujourd'hui Silistra), tout en prétendant agir comme allié et protecteur de Boris II.
Après la reddition des Russes, l’empereur de Byzance retourne triomphalement à Constantinople en 971, emportant dans ses bagages Boris II, sa famille au complet ainsi que le trésor impérial de Bulgarie. Lors d’une cérémonie publique, Boris II qui reçoit le titre byzantin de « magistros » est rituellement destitué de son titre impérial et les terres bulgares de Thrace sont rattachées à l’Empire byzantin.
Bien que cette cérémonie ait eu pour but de signifier la fin de l’Empire bulgare, les byzantins se révélèrent incapables de prendre le contrôle des provinces de l’Ouest de la Bulgarie tenue par quatre frères d’une famille noble appelés les Kometopouloi, fils de Nikola Kumet et prénommés respectivement David, Moïse, Aron et Samuel. Traités comme des rebelles par Byzance, ils se voyaient de leur côté comme les régents de l’Empire en l’absence de Boris II.
Alors que les quatre frères commencent à lancer des raids dans les territoires environnants, le gouvernement de Byzance imagine un stratagème pour mettre fin à cette "révolte" consistant à laisser Boris II et son frère Roman s’échapper, espérant que leur retour en Bulgarie provoque une division entre les frères Kometopouloi et l’empereur déchu.
Arrivant à la frontière bulgare en 977, Boris II fut abattu par erreur par une patrouille qui ne l'avait pas reconnu. Son frère put se faire reconnaître et ainsi rentrer en Bulgarie où il fut couronné Empereur sous le nom de Roman de Bulgarie.
Christian Settipani émet l’hypothèse à partir de son rôle politique lors des négociations de la rendition des Bulgares et de l'intégration ultérieure de ses enfants dans la haute aristocratie byzantine, que la reine Marie, femme d'Ivan Vladislav, morte après 1031, était peut être une fille du tsar Boris II et d’une noble byzantine.